# Аррен
Арре́н (фр. Arrènes, окс. ’Rena) — коммуна во Франции, находится в регионе Лимузен. Департамент коммуны — Крёз. Входит в состав кантона Беневан-л’Аббеи. Округ коммуны — Гере.
Код INSEE коммуны — 23006.

## Население
Население коммуны на 2010 год составляло 228 человек.
| 1962 | 1968 | 1975 | 1982 | 1990 | 1999 | 2010 |
| ---- | ---- | ---- | ---- | ---- | ---- | ---- |
| 494  | 450  | 360  | 286  | 269  | 245  | 228  |

## Экономика
В 2010 году среди 120 человек трудоспособного возраста (15—64 лет) 78 были экономически активными, 42 — неактивными (показатель активности — 65,0 %, в 1999 году было 62,3 %). Из 78 активных жителей работали 67 человек (37 мужчин и 30 женщин), безработных было 11 (9 мужчин и 2 женщины). Среди 42 неактивных 8 человек были учениками или студентами, 25 — пенсионерами, 9 были неактивными по другим причинам.